# Veronica monantha
Veronica monantha är en grobladsväxtart som beskrevs av Merrill. Veronica monantha ingår i släktet veronikor, och familjen grobladsväxter. Inga underarter finns listade i Catalogue of Life.